# Iván Campo
Iván Campo Ramos (n. 21 februarie 1974, San Sebastián, Comunitatea Autonomă a Țării Basce, Spania) este un fost fotbalist spaniol. Inițial fiind fundaș, el s-a reprofilat în mijlocaș în ultimii săi ani de joc.
El a evoluat la echipe din Spania și Anglia, printre care Real Madrid  și Valencia; și a reprezentat Spania la Campionatul Mondial de Fotbal 1998.

## Palmares
Real Madrid
- Liga Campionilor: 1999–2000, 2001–02
- Cupa Intercontinentală: 1998
- La Liga: 2000–01
- Supercopa de España: 2001